# Theodor Holman
Theodorus Cornelis (Theodor) Holman (n. 9 ianuarie 1953, Amsterdam, Țările de Jos) este un scriitor, editorialist, scenarist și prezentator de emisiuni radiofonice din Țările de Jos. El a lucrat o lungă perioadă de timp la începutul carierei sale ca jurnalist la ziarul Het Parool.

## Biografie
Holman s-a născut ca fiul cel mai mic al unui avocat din teritoriile Indiilor de Est Neerlandeze. Tatăl său era asistent-rezident al unui departament al coloniei. El a studiat la Academia Pedagogică și a urmat cursuri de istorie la Universitatea din Amsterdam. Pentru o scurtă perioadă și-a câștigat traiul ca profesor. El a scris în trecut pentru Propria Cures, de Volkskrant și Nieuwe Revu. Astăzi (2005) scrie un editorial zilnic despre evenimentele curente pentru Het Parool și un editorial săptămânal pentru revista săptămânală De Groene Amsterdammer (intitulată „Opheffer”).

## Activitatea
Caracterul personal al editorialelor sale este izbitor. El a scris deschis în trecut, de exemplu, despre relația cu fiica lui și cu mama lui. De asemenea, relația lui problematică cu femeile este un subiect recurent. Îi place, de asemenea, să scrie despre pisicile sale și despre alte animale.
În 1997 Holman a scris o carte în timpul celor 24 de ore pe care le-a petrecut la fereastra sucursalei din Amsterdam a magazinului De Bijenkorf (Een winkelzoon in het glazen paleis). În afară de editoriale și cărți, Holman a scris scenariile filmelor Hoe ik mijn moeder vermoordde (1996), Interview (2003), Cool (2004) și Medea (2004) pentru prietenul lui, Theo van Gogh. Scenariul Oorlogsrust (2006) a fost ecranizat în filmul de debut al Doesjkei van Hoogdalem. Holman este în prezent coproprietar al Column Producties.
Theodor Holman a primit pe 22 iunie 2000 premiul ICODO al organizației Medici fără Frontiere. În același an, el a  concurat, de asemenea, la programul de televiziune  Big Brother VIPS.
El a realizat programele de televiziune pentru postul AT5 din Amsterdam și a lucrat de-a lungul anilor la diferite programe de radio. Din 12 ianuarie 2004 a prezentat talk-show-ul KRO Dolce Vita, inițial împreună cu Dieuwertje Blok și apoi cu Hansje Bunschoten. În 2007, el a prezentat interviul săptămânal „Commissaris Holman” pe canalul TV Het Gesprek.
Holman a prezentat din 2002 până în 2015, în fiecare miercuri și vineri a săptămânii, pentru Humanistische Omroep programul de radio OBA live. Începând cu data de 26 ianuarie 2016, programul este transmis lunar, online, prin intermediul site-ul web al OBA.
La sfârșitul anului 2016 a prezentat Holman Nazomergasten, o serie de interviuri pentru site-ul Geenstijl, care au fost transmise prin intermediul acestui site. 
Holman este un membru al Societății Republicane și susține și apără republicanismul.

## Controverse
În plus, el a provocat o controversă prin cinismul său. Afirmația „eu încă mai cred că fiecare câine creștin este un criminal” a provocat o revoltă populară în anii 1990. dar a fost achitat pentru că intenția nu a fost dovedită considerată a jigni.Holman a fost urmărit penal de Ministerul Public pentru blasfemie, dar a fost achitat pentru că nu s-a putut dovedi că intenția sa era ofensatoare.
Holman și-a exprimat solidaritatea cu criminalul în masă Anders Breivik. El afirmă că nu este un nazist sau fascist.

## Premiu
Începând din anul 2009, Premiul Theodor Holman, un premiu anual al talk-show-ului radiofonic OBA Live (HUMAN), este numit după Theodor Holman și este acordat oamenilor care sunt originali, inovatori și dovedesc curaj moral. Ascultătorii și telespectatorii pot face nominalizări, inclusiv prin intermediul Twitter și Facebook.

## Scrieri
- Na drie tellen de opmaat (1973)
- Stalen vingers (1976)
- De kistenmaker (1977)
- De koningin (1978)
- De dame met de wond (1979)
- Het spook van de vrede (1983)
- Een lekker leven (1986)
- Vadermoord (1986)
- Apenliefde (1991)
- Karel (1991)
- Familiefeest (1992)
- Plantage nachtschade (1992)
- Als een vrouw nee zegt (1994)
- De laatste avond (1996)
- Ik ben onbereikbaar (1996)
- Allemaal smeerlappen (1997)
- Een winkelzoon in het glazen paleis (1997)
- Een nieuwe tante en nog drie liefdesverhalen (1998)
- Niet god, maar mijn oom Koen (1998)
- Hoe ik mijn moeder vermoordde (1999)
- Er zit een duif op uw hoofd (2000)
- Het blijft toch familie (2001)
- Prinsessen & smeerlappen (2001)
- Annie & Simon (2001)
- Ik weet niet meer wat liefde is (2002)
- Nog steeds alleen (2003)
- Interview (2003; scenariu ecranizat de Theo van Gogh)
- Medea (2004; scenariu ecranizat de Theo van Gogh)
- Zes minuten (2004; scenariu pentru un serial TV)
- De taal heeft het laatste woord (2004) over Boudewijn Büch
- Theo is dood (2006)
- Tjon (2007)
- Meisjes van vijftig (2008)
- Theo Theo, een vriendschap in sonetten (2009)
- Gerardje, notities van een Reve-liefhebber (2010)
- De plant die muziek maakte (2010)
- De grootste truc aller tijden: een familiegeschiedenis (2013)
- Het gestolen leven (2014)